# Відкритий чемпіонат Маямі з тенісу
Відкритий чемпіонат Маямі (Miami Open) — щорічний тенісний турнір, що проводиться одночасно як серед чоловіків, так і жінок у Маямі-Ґарденс (англ. Miami Gardens), Маямі-Дейд, Флорида в березні — квітні.
Турнір є дуже популярним як в ATP турі, так WTA, його також називають п'ятим турніром Великого слема.
У 1985 році турнір проводився у Делрей-Біч, а у 1986 в Бока-Ратон, в окрузі Палм-Біч на південному сході штату Флорида. З 1987 по 2018 роки турнір проводився у Кі-Біскейн.
Цей турнір спочатку був відом як Міжнародний чемпіонат Ліптон  (Lipton International Players Championships 1985—1992) та Чемпіонат Ліптон (Lipton Championships 1993—1999). У 2000 відбулася зміна як спонсора турніру, так і титульної назви на Відкритий чемпіонат Ерікссон (Ericsson Open 2000—2001). У 2002, турнір отримав назву Відкритий чемпіонат Насдак-100 (the NASDAQ-100 Open 2002—2006). З 2007 турнір перейменовано на Відкритий чемпіонат Соні Ерікссон (Sony Ericsson Open 2007—2012) та просто Відкритий чемпіонат Соні з тенісу (Sony Open Tennis 2013—2014). З 2015 Відкритий чемпіонат Маямі представлений Ітау (Miami Open presented by Itau).
Цей турнір відбувається протягом 12 діб і в ньому беруть участь, в основній сітці, 96 чоловіків та 96 жінок в одиночному турнірі, і по 32 пари.

## Фінали

### Чоловіки, одиночний розряд
- Чоловічі фінали тричі не починалися, або не завершувалися з моменту заснування турніру.
  - 1989 року п'яний водій збив Томаса Мустера лише через годину після його перемоги в півфіналі, пошкодивши зв'язки лівого коліна. Мустер кілька місяців провів у інвалідному візку, але все-таки виграв цей турнір вісім років по тому.
  - 1996 року Горан Іванишевич знявся з фіналу на самому його початку через ригідність потиличних м'язів внаслідок спання в неправильному положенні попередньої ночі.
  - 2004 року наприкінці першого сету було видно, що Гільєрмо Кор'я страждає від болю в спині. Зрештою через це він знявся в першому геймі четвертого сету. Виявилося, що біль спричинювали камені в нирках.

| Рік                                        | Чемпіон                               | Опонент                               | Рахунок                               |
| ------------------------------------------ | ------------------------------------- | ------------------------------------- | ------------------------------------- |
| Lipton International Players Championships |                                       |                                       |                                       |
| 1985                                       | Тім Майотт                            | Скотт Девіс                           | 4–6, 4–6, 6–3, 6–2, 6–4               |
| 1986                                       | Іван Лендл                            | Матс Віландер                         | 3–6, 6–1, 7–6(7–5), 6–4               |
| 1987                                       | Мілослав Мечирж                       | Іван Лендл                            | 7–5, 6–2, 7–5                         |
| 1988                                       | Матс Віландер                         | Джиммі Коннорс                        | 6–4, 4–6, 6–4, 6–4                    |
| 1989                                       | Іван Лендл (2)                        | Томас Мустер                          | Технічна поразка                      |
| ↓ ATP Мастерс 1000 ↓                       |                                       |                                       |                                       |
| 1990                                       | Андре Агассі                          | Стефан Едберг                         | 6–1, 6–4, 0–6, 6–2                    |
| 1991                                       | Джим Кур'є                            | Девід Вітон                           | 4–6, 6–3, 6–4                         |
| 1992                                       | Майкл Чанг                            | Альберто Манчіні                      | 7–5, 7–5                              |
| Lipton Championships                       |                                       |                                       |                                       |
| 1993                                       | Піт Сампрас                           | Мелавіа Вашингтон                     | 6–3, 6–2                              |
| 1994                                       | Піт Сампрас (2)                       | Андре Агассі                          | 5–7, 6–3, 6–3                         |
| 1995                                       | Андре Агассі (2)                      | Піт Сампрас                           | 3–6, 6–2, 7–6(7–3)                    |
| 1996                                       | Андре Агассі (3)                      | Горан Іванишевич                      | 3–0 Відмова                           |
| 1997                                       | Томас Мустер                          | Серхі Бругера                         | 7–6(8–6), 6–3, 6–1                    |
| 1998                                       | Марсело Ріос                          | Андре Агассі                          | 7–5, 6–3, 6–4                         |
| 1999                                       | Ріхард Крайчек                        | Себастьян Грожан                      | 4–6, 6–1, 6–2, 7–5                    |
| Ericsson Open                              |                                       |                                       |                                       |
| 2000                                       | Піт Сампрас (3)                       | Густаво Куертен                       | 6–1, 6–7(2–7), 7–6(7–5), 7–6(10–8)    |
| 2001                                       | Андре Агассі (4)                      | Ян-Майкл Гембілл                      | 7–6(7–4), 6–1, 6–0                    |
| NASDAQ-100 Open                            |                                       |                                       |                                       |
| 2002                                       | Андре Агассі (5)                      | Роджер Федерер                        | 6–3, 6–3, 3–6, 6–4                    |
| 2003                                       | Андре Агассі (6)                      | Карлос Моя                            | 6–3, 6–3                              |
| 2004                                       | Енді Роддік                           | Гільєрмо Кор'я                        | 6–7(2–7), 6–3, 6–1, Відмова           |
| 2005                                       | Роджер Федерер                        | Рафаель Надаль                        | 2–6, 6–7(4–7), 7–6(7–5), 6–3, 6–1     |
| 2006                                       | Роджер Федерер (2)                    | Іван Любичич                          | 7–6(7–5), 7–6(7–4), 7–6(8–6)          |
| Sony Ericsson Open                         |                                       |                                       |                                       |
| 2007                                       | Новак Джокович                        | Гільєрмо Каньяс                       | 6–3, 6–2, 6–4                         |
| 2008                                       | Микола Давиденко                      | Рафаель Надаль                        | 6–4, 6–2                              |
| 2009                                       | Енді Маррей                           | Новак Джокович                        | 6–2, 7–5                              |
| 2010                                       | Енді Роддік (2)                       | Томаш Бердих                          | 7–5, 6–4                              |
| 2011                                       | Новак Джокович (2)                    | Рафаель Надаль                        | 4–6, 6–3, 7–6(7–4)                    |
| 2012                                       | Новак Джокович (3)                    | Енді Маррей                           | 6–1, 7–6(7–4)                         |
| Sony Open Tennis                           |                                       |                                       |                                       |
| 2013                                       | Енді Маррей (2)                       | Давид Феррер                          | 2–6, 6–4, 7–6(7–1)                    |
| 2014                                       | Новак Джокович (4)                    | Рафаель Надаль                        | 6–3, 6–3                              |
| Miami Open presented by Itaú               |                                       |                                       |                                       |
| 2015                                       | Новак Джокович (5)                    | Енді Маррей                           | 7–6(7–3), 4–6, 6–0                    |
| 2016                                       | Новак Джокович (6)                    | Кеі Нішікорі                          | 6–3, 6–3                              |
| 2017                                       | Роджер Федерер (3)                    | Рафаель Надаль                        | 6–3, 6–4                              |
| 2018                                       | Джон Ізнер                            | Александр Зверєв                      | 6–7(4–7), 6–4, 6–4                    |
| 2019                                       | Роджер Федерер (4)                    | Джон Ізнер                            | 6–1, 6–4                              |
| 2020                                       | Скасовано через пандемію коронавірусу | Скасовано через пандемію коронавірусу | Скасовано через пандемію коронавірусу |
| 2021                                       | Губерт Гуркач                         | Яннік Сіннер                          | 7–6(7–4), 6–4                         |
| 2022                                       | Карлос Алькарас                       | Каспер Рууд                           | 7–5, 6–4                              |
| 2023                                       | Данило Медведєв                       | Яннік Сіннер                          | 7–5, 6–3                              |
| 2024                                       | Яннік Сіннер                          | Григор Димитров                       | 6–3, 6–1                              |
| 2025                                       | Якуб Меншик                           | Новак Джокович                        | 7–6(7–4), 7–6(7–4)                    |

### Жінки, одиночний розряд
| Рік                                        | Чемпіонка                             | Фіналістка                            | Рахунок                               |
| ------------------------------------------ | ------------------------------------- | ------------------------------------- | ------------------------------------- |
| Lipton International Players Championships |                                       |                                       |                                       |
| 1985                                       | Мартіна Навратілова                   | Кріс Еверт                            | 6–2, 6–4                              |
| 1986                                       | Кріс Еверт                            | Штеффі Граф                           | 6–4, 6–2                              |
| 1987                                       | Штеффі Граф                           | Кріс Еверт                            | 6–1, 6–2                              |
| ↓ Турнір 1-ї категорії ↓                   |                                       |                                       |                                       |
| 1988                                       | Штеффі Граф (2)                       | Кріс Еверт                            | 6–4, 6–4                              |
| 1989                                       | Габріела Сабатіні                     | Кріс Еверт                            | 6–1, 4–6, 6–2                         |
| 1990                                       | Моніка Селеш                          | Юдіт Візнер                           | 6–1, 6–2                              |
| 1991                                       | Моніка Селеш (2)                      | Габріела Сабатіні                     | 6–3, 7–5                              |
| 1992                                       | Аранча Санчес Вікаріо                 | Габріела Сабатіні                     | 6–1, 6–4                              |
| Lipton Championships                       |                                       |                                       |                                       |
| 1993                                       | Аранча Санчес Вікаріо (2)             | Штеффі Граф                           | 6–4, 3–6, 6–3                         |
| 1994                                       | Штеффі Граф (3)                       | Наташа Звєрєва                        | 4–6, 6–1, 6–2                         |
| 1995                                       | Штеффі Граф (4)                       | Кіміко Дате-Крумм                     | 6–1, 6–4                              |
| 1996                                       | Штеффі Граф (5)                       | Чанда Рубін                           | 6–1, 6–3                              |
| 1997                                       | Мартіна Хінгіс                        | Моніка Селеш                          | 6–2, 6–1                              |
| 1998                                       | Вінус Вільямс                         | Анна Курникова                        | 2–6, 6–4, 6–1                         |
| 1999                                       | Вінус Вільямс (2)                     | Серена Вільямс                        | 6–1, 4–6, 6–4                         |
| Ericsson Open                              |                                       |                                       |                                       |
| 2000                                       | Мартіна Хінгіс (2)                    | Ліндсі Девенпорт                      | 6–3, 6–2                              |
| 2001                                       | Вінус Вільямс (3)                     | Дженніфер Капріаті                    | 4–6, 6–1, 7–6(7–4)                    |
| NASDAQ-100 Open                            |                                       |                                       |                                       |
| 2002                                       | Серена Вільямс                        | Дженніфер Капріаті                    | 7–5, 7–6(7–4)                         |
| 2003                                       | Серена Вільямс (2)                    | Дженніфер Капріаті                    | 4–6, 6–4, 6–1                         |
| 2004                                       | Серена Вільямс (3)                    | Олена Дементьєва                      | 6–1, 6–1                              |
| 2005                                       | Кім Клейстерс                         | Марія Шарапова                        | 6–3, 7–5                              |
| 2006                                       | Світлана Кузнецова                    | Марія Шарапова                        | 6–4, 6–3                              |
| Sony Ericsson Open                         |                                       |                                       |                                       |
| 2007                                       | Серена Вільямс (4)                    | Жустін Енен                           | 0–6, 7–5, 6–3                         |
| 2008                                       | Серена Вільямс (5)                    | Єлена Янкович                         | 6–1, 5–7, 6–3                         |
| ↓ Прем'єрний обов'язковий ↓                |                                       |                                       |                                       |
| 2009                                       | Вікторія Азаренко                     | Серена Вільямс                        | 6–3, 6–1                              |
| 2010                                       | Кім Клейстерс (2)                     | Вінус Вільямс                         | 6–2, 6–1                              |
| 2011                                       | Вікторія Азаренко (2)                 | Марія Шарапова                        | 6–1, 6–4                              |
| 2012                                       | Агнешка Радванська                    | Марія Шарапова                        | 7–5, 6–4                              |
| Sony Open Tennis                           |                                       |                                       |                                       |
| 2013                                       | Серена Вільямс (6)                    | Марія Шарапова                        | 4–6, 6–3, 6–0                         |
| 2014                                       | Серена Вільямс (7)                    | Лі На                                 | 7–5, 6–1                              |
| Miami Open presented by Itaú               |                                       |                                       |                                       |
| 2015                                       | Серена Вільямс (8)                    | Карла Суарес Наварро                  | 6–2, 6–0                              |
| 2016                                       | Вікторія Азаренко (3)                 | Світлана Кузнецова                    | 6–3, 6–2                              |
| 2017                                       | Джоанна Конта                         | Каролін Возняцкі                      | 6–4, 6–3                              |
| 2018                                       | Слоун Стівенс                         | Олена Остапенко                       | 7–6(7–5), 6–1                         |
| 2019                                       | Ешлі Барті                            | Кароліна Плішкова                     | 7–6(7–1), 6–3                         |
| 2020                                       | Скасовано через пандемію коронавірусу | Скасовано через пандемію коронавірусу | Скасовано через пандемію коронавірусу |
| 2021                                       | Ешлі Барті (2)                        | Б'янка Андреєску                      | 6–4, 4–0, прип. гру                   |
| 2022                                       | Іга Свьонтек                          | Осака Наомі                           | 6–4, 6–0                              |
| 2023                                       | Петра Квітова                         | Олена Рибакіна                        | 7–6(16–14), 6–2                       |
| 2024                                       | Даніель Коллінз                       | Олена Рибакіна                        | 7–5, 6–3                              |
| 2025                                       | Аріна Соболенко                       | Джессіка Пегула                       | 7–5, 6–2                              |

### Чоловіки, парний розряд
| Рік  | Чемпіони                                | Опоненти                              | Рахунок                               |
| ---- | --------------------------------------- | ------------------------------------- | ------------------------------------- |
| 1985 | Пол Еннекон Кристо ван Ренсбург         | Шервуд Стюарт Кім Ворик               | 7–5, 7–5, 6–4                         |
| 1986 | Бред Гілберт Вінсент ван Паттен         | Стефан Едберг Андерс Яррід            | Технічна поразка                      |
| 1987 | Пол Еннекон (2) Кристо ван Ренсбург (2) | Кен Флек Роберт Сегусо                | 6–2, 6–4, 6–4                         |
| 1988 | Джон Фіцджеральд Андерс Яррід           | Кен Флек Роберт Сегусо                | 7–6, 6–1, 7–5                         |
| 1989 | Якоб Гласек Андерс Яррід (2)            | Джим Гребб Патрік Макінрой            | 6–3, Відмова                          |
| 1990 | Рік Ліч Джим П'ю                        | Борис Бекер Кассіо Мотта              | 6–3, 6–4                              |
| 1991 | Вейн Феррейра Піт Норвал                | Кен Флек Роберт Сегусо                | 5–7, 7–6, 6–2                         |
| 1992 | Кен Флек Тодд Вітскен                   | Кент Кіннер Свен Салумаа              | 6–4, 6–3                              |
| 1993 | Ріхард Крайчек Ян Сімерінк              | Патрік Макінрой Джонатан Старк        | 6–7, 6–4, 7–6                         |
| 1994 | Якко Елтінг Пол Гаргейс                 | Марк Ноулз Джаред Палмер              | 7–6, 7–6                              |
| 1995 | Тодд Вудбрідж Марк Вудфорд              | Джим Гребб Патрік Макінрой            | 6–3, 7–6                              |
| 1996 | Тодд Вудбрідж (2) Марк Вудфорд (2)      | Елліс Феррейра Патрік Гелбрайт        | 6–1, 6–3                              |
| 1997 | Тодд Вудбрідж (3) Марк Вудфорд (3)      | Марк Ноулз Деніел Нестор              | 7–6, 7–6                              |
| 1998 | Елліс Феррейра (2) Рік Ліч (2)          | Алекс О'Браєн Джонатан Старк          | 6–2, 6–4                              |
| 1999 | Вейн Блек Сендон Столл                  | Борис Бекер Ян-Майкл Гембілл          | 6–1, 6–1                              |
| 2000 | Тодд Вудбрідж (4) Марк Вудфорд (4)      | Мартін Дамм Домінік Грбатий           | 6–3, 6–4                              |
| 2001 | Їржі Новак Давід Рікл                   | Йонас Бйоркман Тодд Вудбрідж          | 7–5, 7–6(7–3)                         |
| 2002 | Марк Ноулз Деніел Нестор                | Доналд Джонсон Джаред Палмер          | 6–3, 3–6, 6–1                         |
| 2003 | Роджер Федерер Максим Мирний            | Леандер Паес Давід Рікл               | 7–5, 6–3                              |
| 2004 | Вейн Блек (2) Кевін Ульєтт              | Йонас Бйоркман Тодд Вудбрідж          | 6–2, 7–6(14–12)                       |
| 2005 | Йонас Бйоркман Максим Мирний (2)        | Вейн Блек Кевін Ульєтт                | 6–1, 6–2                              |
| 2006 | Йонас Бйоркман (2) Максим Мирний (3)    | Боб Браян Майк Браян                  | 6–4, 6–4                              |
| 2007 | Боб Браян Майк Браян                    | Мартін Дамм Леандер Паес              | 6–7(7–9), 6–3, [10–7]                 |
| 2008 | Боб Браян (2) Майк Браян (2)            | Магеш Бгупаті Марк Ноулз              | 6–2, 6–2                              |
| 2009 | Максим Мирний (4) Енді Рам              | Ешлі Фішер Стівен Гасс                | 6–7(4–7), 6–2, [10–7]                 |
| 2010 | Лукаш Длоуги Леандер Паес               | Магеш Бгупаті Максим Мирний           | 6–2, 7–5                              |
| 2011 | Магеш Бгупаті Леандер Паес (2)          | Максим Мирний Деніел Нестор           | 6–7(5–7), 6–2, [10–5]                 |
| 2012 | Леандер Паес (3) Радек Штепанек         | Максим Мирний Деніел Нестор           | 3–6, 6–1, [10–8]                      |
| 2013 | Айсам-уль-Хак Куреші Жан-Жульєн Роєр    | Маріуш Фирстенберг Марцін Матковський | 6–4, 6–1                              |
| 2014 | Боб Браян (3) Майк Браян (3)            | Хуан Себастьян Кабаль Роберт Фара     | 7–6(10–8), 6–4                        |
| 2015 | Боб Браян (4) Майк Браян (4)            | Вашек Поспішил Джек Сок               | 6–3, 1–6, [10–8]                      |
| 2016 | П'єр-Юг Ербер Ніколя Маю                | Равен Класен Ражів Рам                | 5–7, 6–1, [10–7]                      |
| 2017 | Лукаш Кубот Марсело Мело                | Ніколас Монро Джек Сок                | 7–5, 6–3                              |
| 2018 | Боб Браян (5) Майк Браян (5)            | Карен Хачанов Андрій Рубльов          | 4–6, 7–6(7–5), [10–4]                 |
| 2019 | Боб Браян (6) Майк Браян (6)            | Веслі Колгоф Стефанос Ціціпас         | 7–5, 7–6(10–8)                        |
| 2020 | Скасовано через пандемію коронавірусу   | Скасовано через пандемію коронавірусу | Скасовано через пандемію коронавірусу |
| 2021 | Нікола Мектич Мате Павич                | Ден Еванс Ніл Скупскі                 | 6–4, 6–4                              |
| 2022 | Губерт Гуркач Джон Ізнер                | Wesley Koolhof Neal Skupski           | 7–6(7–5), 6–4                         |
| 2023 | Сантьяго Гонсалес Едуар Роже-Васслен    | Остін Крайчек Ніколя Маю              | 7–6(7–4), 7–5                         |
| 2024 | Роган Бопанна Меттью Ебден              | Іван Додіг Остін Крайчек              | 6–7(3–7), 6–3, [10–6]                 |
| 2025 | Марсело Аревало Мате Павич              | Джуліан Кеш Ллойд Ґласспул            | 7–6(7–3), 6–3                         |

### Жінки, парний розряд
| Рік  | Чемпіонки                                     | Опонентки                               | Рахунок                               |
| ---- | --------------------------------------------- | --------------------------------------- | ------------------------------------- |
| 1985 | Джиджі Фернандес Мартіна Навратілова          | Барбара Джордан Гана Мандлікова         | 7–6(7–4), 6–2                         |
| 1986 | Пем Шрайвер Гелена Сукова                     | Кріс Еверт Венді Тернбулл               | 6–2, 6–3                              |
| 1987 | Мартіна Навратілова (2) Пем Шрайвер (2)       | Клаудія Коде-Кільш Гелена Сукова        | 6–3, 7–6(8–6)                         |
| 1988 | Штеффі Граф Габріела Сабатіні                 | Джиджі Фернандес Зіна Гаррісон          | 7–6(8–6), 6–3                         |
| 1989 | Яна Новотна Гелена Сукова (2)                 | Джиджі Фернандес Лорі Макніл            | 7–6(7–5), 6–4                         |
| 1990 | Яна Новотна (2) Гелена Сукова (3)             | Бетсі Нагелсен Робін Вайт               | 6–4, 6–3                              |
| 1991 | Мері Джо Фернандес Зіна Гаррісон              | Джиджі Фернандес Яна Новотна            | 7–5, 6–2                              |
| 1992 | Аранча Санчес Вікаріо Лариса Савченко-Нейланд | Джилл Гетерінгтон Кеті Ріналді          | 7–5, 5–7, 6–3                         |
| 1993 | Яна Новотна (3) Лариса Савченко-Нейланд (2)   | Джилл Гетерінгтон Кеті Ріналді          | 6–2, 7–5                              |
| 1994 | Джиджі Фернандес (2) Наташа Звєрєва           | Патті Фендік Мередіт Макґрат            | 6–3, 6–1                              |
| 1995 | Яна Новотна (4) Аранча Санчес Вікаріо (2)     | Джиджі Фернандес Наташа Звєрєва         | 7–5, 2–6, 6–3                         |
| 1996 | Яна Новотна (5) Аранча Санчес Вікаріо (3)     | Мередіт Макґрат Лариса Савченко-Нейланд | 6–4, 6–4                              |
| 1997 | Аранча Санчес Вікаріо (4) Наташа Звєрєва (2)  | Сабін Аппельманс Міріам Ореманс         | 6–4, 6–2                              |
| 1998 | Мартіна Хінгіс Яна Новотна (6)                | Аранча Санчес Вікаріо Наташа Звєрєва    | 6–2, 3–6, 6–3                         |
| 1999 | Мартіна Хінгіс (2) Яна Новотна (7)            | Мері Джо Фернандес Моніка Селеш         | 0–6, 6–4, 7–6(7–1)                    |
| 2000 | Жулі Алар-Декюжі Ай Суґіяма                   | Ніколь Арендт Манон Боллеграф           | 4–6, 7–5, 6–4                         |
| 2001 | Аранча Санчес Вікаріо (5) Наталі Тозья        | Ліза Реймонд Ренне Стаббс               | 6–0, 6–4                              |
| 2002 | Ліза Реймонд Ренне Стаббс                     | Вірхінія Руано Паскуаль Паола Суарес    | 7–6(7–4), 6–7(4–7), 6–3               |
| 2003 | Лізель Губер Магдалена Малеєва                | Асагое Сінобу Міягі Нана                | 6–4, 3–6, 7–5                         |
| 2004 | Надія Петрова Меган Шонессі                   | Світлана Кузнецова Олена Лиховцева      | 6–2, 6–3                              |
| 2005 | Світлана Кузнецова Алісія Молік               | Ліза Реймонд Ренне Стаббс               | 7–5, 6–7(5–7), 6–2                    |
| 2006 | Ліза Реймонд (2) Саманта Стосур               | Лізель Губер Мартіна Навратілова        | 6–4, 7–5                              |
| 2007 | Ліза Реймонд (3) Саманта Стосур (2)           | Кара Блек Лізель Губер                  | 6–4, 3–6, [10–2]                      |
| 2008 | Катарина Среботнік Ай Суґіяма (2)             | Кара Блек Лізель Губер                  | 7–5, 4–6, [10–3]                      |
| 2009 | Світлана Кузнецова (2) Амелі Моресмо          | Квета Пешке Ліза Реймонд                | 4–6, 6–3, [10–3]                      |
| 2010 | Хісела Дулко Флавія Пеннетта                  | Надія Петрова Саманта Стосур            | 6–3, 4–6, [10–7]                      |
| 2011 | Даніела Гантухова Агнешка Радванська          | Лізель Губер Надія Петрова              | 7–6(7–5), 2–6, [10–8]                 |
| 2012 | Марія Кириленко Надія Петрова (2)             | Сара Еррані Роберта Вінчі               | 7–6(7–0), 4–6, [10–4]                 |
| 2013 | Надія Петрова (3) Катарина Среботнік (2)      | Ліза Реймонд Лора Робсон                | 6–1, 7–6(7–2)                         |
| 2014 | Мартіна Хінгіс (3) Сабіне Лісіцкі             | Катерина Макарова Олена Весніна         | 4–6, 6–4, [10–5]                      |
| 2015 | Мартіна Хінгіс (4) Саня Мірза                 | Катерина Макарова Олена Весніна         | 7–5, 6–1                              |
| 2016 | Бетані Маттек-Сендс Луціє Шафарова            | Тімеа Бабош Ярослава Шведова            | 6–3, 6–4                              |
| 2017 | Габріела Дабровскі Сюй Їфань                  | Саня Мірза Барбора Стрицова             | 6–4, 6–3                              |
| 2018 | Ешлі Барті Коко Вандевей                      | Барбора Крейчикова Катержина Сінякова   | 6–2, 6–1                              |
| 2019 | Елісе Мертенс Аріна Соболенко                 | Саманта Стосур Чжан Шуай                | 7–6 (7–5), 6–2                        |
| 2020 | Скасовано через пандемію коронавірусу         | Скасовано через пандемію коронавірусу   | Скасовано через пандемію коронавірусу |
| 2021 | Аояма Сюко Ена Сібахара                       | Гейлі Картер Луїза Стефані              | 6–2, 7–5                              |
| 2022 | Лаура Зігемунд Віра Звонарьова                | Вероніка Кудерметова Елісе Мертенс      | 7–6(7–3), 7–5                         |
| 2023 | Корі Гофф Джессіка Пегула                     | Лейла Фернандес Тейлор Таунсенд         | 7–6(8–6), 6–2                         |
| 2024 | Софія Кенін Бетані Маттек-Сендс               | Габріела Дабровскі Ерін Рутліфф         | 4–6, 7–6(7–5), [11–9]                 |
| 2025 | Мірра Андрєєва Діана Шнайдер                  | Крістіна Букша Като Мію                 | 6–3, 6–7(5–7), [10–2]                 |

### Змішаний парний розряд
| Рік  | Чемпіони                            | Опоненти                            | Рахунок       |
| ---- | ----------------------------------- | ----------------------------------- | ------------- |
| 1985 | Гайнц Ґюнтгардт Мартіна Навратілова | Войцех Фібак Карлінг Бассетт-Сегусо | 6–3, 6–4      |
| 1986 | Джон Фіцджеральд Елізабет Смайлі    | Еміліо Санчес Вікаріо Штеффі Граф   | 6–4, 7–5      |
| 1987 | Мілослав Мечирж Яна Новотна         | Кристо ван Ренсбург Елна Рейнах     | 6–3, 3–6, 6–3 |
| 1988 | Міхіл Схаперс Енн Генрікссон        | Джим П'ю Яна Новотна                | 6–4, 6–4      |
| 1989 | Кен Флек Джилл Гетерінгтон          | Шервуд Стюарт Зіна Гаррісон         | 6–2, 7–6(7–3) |

## Рекорди
|                                                    | Гравець | Рекорд                                | Рік                                                                   |
| Найбільш титулів в одиночному розряді              | Найбільш титулів в одиночному розряді                                                                               | Найбільш титулів в одиночному розряді | Найбільш титулів в одиночному розряді                                 |
| -------------------------------------------------- | --- | ------------------------------------- | --------------------------------------------------------------------- |
| Чоловіки, одиночний розряд                         | Андре Агассі (USA) Новак Джокович (SRB)                                                                             | 6                                     | 1990, 1995, 1996, 2001, 2002, 2003 2007, 2011, 2012, 2014, 2015, 2016 |
| Жінки, одиночний розряд                            | Серена Вільямс (USA)                                                                                                | 8                                     | 2002, 2003, 2004, 2007, 2008, 2013, 2014, 2015                        |
| Найбільш титулів підряд                            | |                                       |                                                                       |
| Чоловіки, одиночний розряд                         | Андре Агассі (USA) Новак Джокович (SRB)                                                                             | 3                                     | 2001, 2002, 2003 2014, 2015, 2016                                     |
| Жінки, одиночний розряд                            | Штеффі Граф (GER) Серена Вільямс (USA)                                                                              | 3                                     | 1994, 1995, 1996 2002, 2003, 2004 & 2013, 2014, 2015                  |
| Найбільше виграних підряд матчів                   | |                                       |                                                                       |
| Чоловіки, одиночний розряд                         | Андре Агассі (USA)                                                                                                  | 19                                    | 2001, 2002, 2003, 2004                                                |
| Жінки, одиночний розряд                            | Штеффі Граф (GER) Вінус Вільямс (USA)                                                                               | 22                                    | 1994, 1995, 1996, 1999 1998, 1999, 2001, 2002                         |
| Найбільш раз посіяні під 1-м номером               | |                                       |                                                                       |
| Чоловіки, одиночний розряд                         | Роджер Федерер (SUI)                                                                                                | 7                                     | 2004, 2005, 2006, 2007, 2008, 2010, 2018                              |
| Жінки, одиночний розряд                            | Серена Вільямс (USA)                                                                                                | 7                                     | 2003, 2004, 2009, 2013, 2014, 2015, 2016                              |
| Несіяні гравці, які потрапили до фіналу            | |                                       |                                                                       |
| Чоловіки, одиночний розряд                         | Себастьян Грожан (FRA) Девід Вітон (USA) Тім Майотт (USA) (переможець) Скотт Девіс (USA)                            | –                                     | 1999 1991 1985                                                        |
| Жінки, одиночний розряд                            | Кім Клейстерс (BEL) (переможниця)                                                                                   | –                                     | 2005                                                                  |
| Наймолодші й найстарші переможці                   | |                                       |                                                                       |
| Наймолодший в чоловічому одиночному розряді        | Новак Джокович (SRB)                                                                                                | 19 років 316 днів                     | 2007                                                                  |
| Наймолодша в жіночому одиночному розряді           | Моніка Селеш (YUG)                                                                                                  | 16 років 111 днів                     | 1990                                                                  |
| Найстарший в чоловічому одиночному розряді         | Роджер Федерер (SUI)                                                                                                | 37 років 235 днів                     | 2019                                                                  |
| Найстарша в жіночому одиночному розряді            | Серена Вільямс (USA)                                                                                                | 33 років 190 днів                     | 2015                                                                  |
| Досягнули найбільше фіналів                        | |                                       |                                                                       |
| Чоловіки, одиночний розряд                         | Андре Агассі (USA)                                                                                                  | 8                                     | 1990, 1994, 1995, 1996, 1998, 2001, 2002, 2003                        |
| Жінки, одиночний розряд                            | Серена Вільямс (USA)                                                                                                | 10                                    | 1999, 2002, 2003, 2004, 2007, 2008, 2009, 2013, 2014, 2015            |
| Найбільш титулів у парному розряді – команди       | |                                       |                                                                       |
| Чоловіки, парний розряд                            | Браян (USA) / Браян (USA)                                                                                           | 6                                     | 2007, 2008, 2014, 2015, 2018, 2019                                    |
| Жінки, парний розряд                               | Новотна (CZE) / Сукова (CZE) Новотна (CZE) / Санчес (ESP) Новотна (CZE) / Хінгіс (SUI) Реймонд (USA) / Стосур (AUS) | 2                                     | 1989, 1990 1995, 1996 1998, 1999 2006, 2007                           |
| Найбільш титулів у парному розряді – окремі гравці | |                                       |                                                                       |
| Чоловіки, парний розряд                            | Боб Браян (USA) Майк Браян (USA)                                                                                    | 6                                     | 2007, 2008, 2014, 2015, 2018, 2019                                    |
| Жінки, парний розряд                               | Яна Новотна (CZE)                                                                                                   | 7                                     | 1989, 1990, 1993, 1995, 1996, 1998, 1999                              |